# Adamich András Lajos
Adamich András Lajos, horvátul: Andrija Ljudevit Adamić, olaszul: Andrea Lodovico Adamich (Fiume, 1766. november 29. – Fiume, 1828. október 30.) országgyűlési követ.

## Élete
Bécsben nevelkedett. 1805-ben 6500 fő befogadására képes színházat építtetett Fiumében. Kereskedőként többször megfordult Londonban. Az 1825. évi pozsonyi országgyűlésen Fiume kerületnek és városnak volt követe. Hat nyelven beszélt: horvátul, olaszul, angolul, franciául, németül és latinul.

## Munkája
- Észrevételek azon módokról, melyek a magyarországi kereskedésnek főképen az Adriai tenger felé virágzó állapotba való helyheztetésére nézve szükségesek, Pozsony, 1825.[4]

## Emlékezete
Fiumében 2005 óta gimnázium viseli a nevét.